# جدال در بوت هیل
جدال در بوت هیل (به انگلیسی: Showdown at Boot Hill) یک فیلم سینمایی آمریکایی در ژانر وسترن به کارگردانی جین فاولر جونیور و با بازی چارلز برانسون، رابرت هاتن، جان کارادین است. این فیلم در تاریخ ۱ مه ۱۹۵۸ توسط کمپانی فاکس قرن بیستم منتشر شد.
این فیلم در اواخر سال ۱۹۵۷فیلمبرداری شد و نقش اصلی را به چارلز برانسون رسید.

## خلاصه داستان فیلم
یک مارشال ایالتی برای گرفتن یک قاتل حرفه ای وارد شهری می‌شود؛ ولی قاتل آدمی شناخته شده‌است و هیچ‌کس حاضر به شهادت دادن هویت قاتل نمی‌باشد تا اینکه …